# Culex rima
Culex rima är en tvåvingeart som beskrevs av Theobald 1901. Culex rima ingår i släktet Culex och familjen stickmyggor. Inga underarter finns listade i Catalogue of Life.